# 베니 (프랑스)
베니(프랑스어: Bény)는 프랑스 동부 오베르뉴론알프 앵주에 있는 코뮌이다. 베니에서 사는 사람을 가리켜 베네앙 (Bénéens) 혹은 베넨 (Bénéennes)이라 칭한다.

## 지리
리뇽 수로 (bief du Lignon)가 코뮌의 남동쪽 경계를 그대로 따라가며 솔낭 강에 합류한다. 솔낭 강 역시 코뮌의 북동부 경계를 형성한다. 북서쪽에서는 세브롱 강이 흘러와 코뮌 중심부를 통과한다. 또 베니 코뮌 그 자체는 브레스 지방을 이룬다.

## 경제
농업이 지역 경제를 책임지고 있으며 그중에서도 상당수 비중이 소 사육과 낙농업에 치우쳐 있다. 한편 이 마을로 갈 수 있는 국영철도 기차역이 하나 있는데 바로 무샤르-부르캉브레스 선의 물랭드퐁 역 (Gare de Moulin-des-Ponts)이다.

## 인구
| 연도 | 인구 | ±%    |
| ---- | ---- | ----- |
| 2006 | 714  | —     |
| 2007 | 729  | +2.1% |
| 2008 | 742  | +1.8% |
| 2009 | 734  | −1.1% |
| 2010 | 724  | −1.4% |
| 2011 | 714  | −1.4% |
| 2012 | 718  | +0.6% |
| 2013 | 718  | +0.0% |
| 2014 | 731  | +1.8% |
| 2015 | 747  | +2.2% |
| 2016 | 762  | +2.0% |

## 같이 보기
- 앵 주의 코뮌 목록